# Morro do Pinto

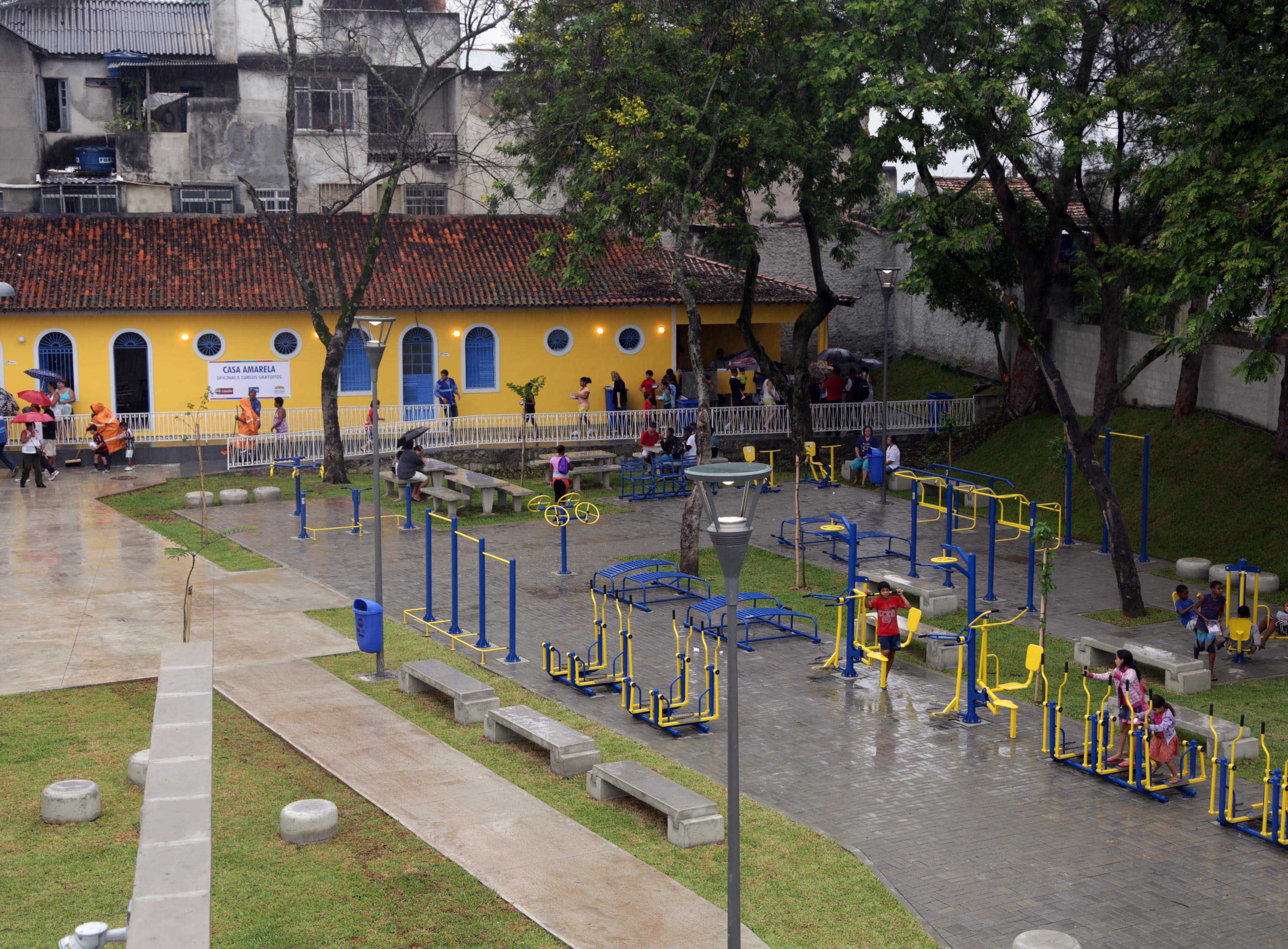
Parque Machado de Assis, situado no Morro do Pinto, em 2013.

O Morro do Pinto é um morro situado no bairro do Santo Cristo, na Zona Central da cidade do Rio de Janeiro. Em seu sopé se localiza a Fábrica Bhering, enquanto que em seu cume fica a Igreja de Nossa Senhora de Montserrat.
Em 2017, foi descoberto, por meio de uma auditoria no Porto Maravilha feita a pedido da Prefeitura da Cidade do Rio de Janeiro, que a gestão anterior teria realocado R$ 112,3 milhões originalmente destinado a obras de infraestrutura no Morro do Pinto. A verba teria sido destinada à construção do Museu do Amanhã, símbolo da gestão do prefeito Eduardo Paes e da Orla Conde.
A colina recebeu o nome Morro do Pinto em referência a Antônio Pinto Ferreira Morado, que foi um comerciante carioca e proprietário das terras da região, tendo sido o responsável pela abertura de suas primeiras ruas. No Morro do Pinto nasceu o compositor Ernesto Nazareth, considerado um dos grandes nomes do maxixe.

## Pontos de interesse
Os seguintes pontos de interesse situam-se no Morro do Pinto:
- Bar do Molejão
- Bar do Omar
- Centro Cultural Capiberibe 27
- Fábrica Bhering
- Igreja de Nossa Senhora de Montserrat
- Parque Machado de Assis
- Reservatório do Morro do Pinto